# Caulibugula ciliatoidea
Caulibugula ciliatoidea är en mossdjursart som beskrevs av Liu 1990. Caulibugula ciliatoidea ingår i släktet Caulibugula och familjen Bugulidae. Inga underarter finns listade i Catalogue of Life.